# Guarabira
Guarabira é um município brasileiro do estado da Paraíba. Situa-se a 96,7 quilômetros da capital paraibana, João Pessoa; a 90,4 quilômetros de Campina Grande, a cidade mais populosa do interior paraibano; a 174 quilômetros da capital potiguar, Natal; e a menos de 203 quilômetros do Recife, a capital de Pernambuco. Está inserida na Região Geográfica Imediata de Guarabira e na Região Geográfica Intermediária de João Pessoa.

## Toponímia
O topônimo "Guarabira" é referenciado por alguns autores como de origem indígena com o significado de "o Berço das Garças Azuis". O tupinólogo paraibano Vanderley de Brito, em seu trabalho Missões na Capitania da Paraíba, defende o significado "pássaro azul" ao invés de "verde", sendo a preferência pelo azul no antropônimo em questão devida principalmente aos usos e costumes. Segundo o autor, erroneamente se atribuiu ao nome da cidade o significado "garças azuis", concluindo que a origem do nome da cidade deriva do termo tupi Guiraobira, que seria o nome do chefe da tribo geograficamente localizada na região e  catalogada pelo cartógrafo George Marcgraf, quando mapeou as missões franciscanas na Paraíba durante expedições na região realizadas em 1620. Segundo o missionário, o termo poderia ser traduzido como "pássaro azul ou verde": Guirá ("pássaro") e Obi ("azul ou verde"). A partícula "yra" designaria, o clã ao qual pertencia o chefe.
Para o historiador e antropólogo Câmara Cascudo, em seu Novo Dicionário de História do Brasil, grafa que Guiraobi se traduz por pássaro verde. Em sentido diverso, o tupinólogo Eduardo de Almeida Navarro concorda que "Guarabira" procede do tupi antigo, mas sendo gûaraembira, a origem da palavra, que designaria o guaravira, um peixe da família dos gimnotídeos.

## História
Por volta do ano 1000, a região foi invadida por povos tupis procedentes da Amazônia, que expulsaram os habitantes originais, falantes de línguas macro-jês, para o interior do continente.
No século XVI, quando os primeiros exploradores europeus chegaram à região, ela era habitada pela tribo tupi dos potiguares. Reinando, no século XVI, dom Felipe III, Duarte Gomes da Silveira teve notável influência nas remotas origens de Guarabira. Foi durante o domínio espanhol que ele iniciou, nas férteis caatingas em Quandus, perto de Araçagi, a pecuária e latifúndios. Nascera em Olinda, filho de pais portugueses (Pedro Alves da Silveira e Maria Gomes Bezerra).
Digno de relevo no fim das guerras dos potiguares, em 1578, veio, em missão catequizadora, da vila de Natal para Cupuoba e Quandus, aldeia de indígenas, o padre jesuíta Gaspar de Samperes. Ele viajou até seu destino, as aldeias indígenas Potiguar, onde ao chegar, começou modificando a cultura indígena local, trazendo consigo os ideais de sua fé cristã. O padre Gaspar, engenheiro arquiteto especialista em fortificações militares, era espanhol.
Tempos após, holandeses garimpeiros, sob as ordens de Elias Herckmans, procuravam minas no Rio Araçagi desta zona. Esse ocorrido se deu na segunda metade do século XVI, quando da criação da capitania da Paraíba e fundação do município de Nossa Senhora das Neves (a atual cidade de João Pessoa), em 1585.
Em 1592, o governador da capitania, Feliciano Coelho de Carvalho, com a colaboração dos tabajaras, conseguiu, por diversas vezes, travar combates com os índigenas potiguares e seus aliados franceses localizados na Serra da Copaoba, atual Serra da Raiz. Nesse período, Duarte Gomes recebeu o título de capitão-mor da Serra de Cupaoba.
A fundação de Guarabira vem do ano de 1694, em terras do Engenho Morgado, pertencente a Duarte Gomes da Silveira. As primeiras residências edificadas dariam, mais tarde, origem à Vila da Independência (primeiro nome da cidade de Guarabira), que, em virtude de sua localização e da excelência de seu solo, tornou-se dona de grande prestígio e influência nas cercanias.
Em 1 de novembro de 1755, com um grande e devastador terremoto em Portugal, um senhor, por nome de José Rodrigues Gonçalves da Costa, tomado de pânico, fugiu de Póvoa de Varzim, na província de Porto, sua terra. Chegando em Guarabira com toda sua família, o senhor Costa Beiriz (como ficou conhecido) construiu uma capela colocando, nela, a imagem de Nossa Senhora da Luz que trouxera de Portugal. Esta tornou-se a padroeira do município, embora o padre João Milanez já houvesse construído a primeira igreja do município, a capela de Nossa Senhora da Conceição, em 1730. Em 1760, começavam as primeiras orações e novenas à Virgem da Luz. A primeira casa de oração era de taipa, oficializando, nela, o padre Cosme.
Em 1820, tendo dom João VI jurado a Constituição Portuguesa, levantou-se um motim e, em sinal de protesto, muitos pegaram as armas. Os revoltosos reunidos em Cuitegi deste termo atacaram Alagoa Grande, avançando até Areia, onde morreu a questão.
Por força da lei de 29 de novembro de 1832, foi constituído o Distrito de Paz; o povoado foi crescendo e, em 1837, foi elevado à condição de vila, com o nome de Independência, através da Lei Provincial 17, de 7 de abril de 1837, instalando-se efetivamente no dia 11 de novembro do mesmo ano. Vinte anos depois, no dia 10 de outubro de 1857, foi criada a comarca de Guarabira.
A comarca foi criada em 10 de outubro de 1857, um ano após extinta, e restaurada em 1870. Novamente extinta em 1871 e definitivamente restabelecida em 25 de julho desse mesmo ano. Em 1874, deu-se a invasão dos "quebra-quilos", havendo depredações. Pela lei 841, de 26 de novembro de 1887, finalmente foi elevada à categoria de cidade, considerada uma das maiores do estado.
Pela divisão territorial de 1938, o município contava com os distritos de Alagoinha, Araçaji, Cuitegi, Mulungu e Pirpirituba. Em 1951, foi criado o Distrito de Pilõezinhos. Esses distritos foram se emancipando e tornando-se municípios. Atualmente, temos os distritos de Cachoeira, Pirpiri e Maciel.

## Geografia
O município está localizado no Piemonte da Borborema, na Região Imediata de Guarabira. Com uma área de 162,387 quilômetros quadrados, o município ocupa o 115º lugar em extensão territorial no estado. Localiza-se a 98 quilômetros de distância de João Pessoa, 100 quilômetros de Campina Grande, 199 quilômetros do Recife, 145 quilômetros de Natal e a 230 quilômetros de Caruaru. Limita-se ao norte com o município de Pirpirituba, ao sul com Mulungu e Alagoinha, a leste com Araçagi, a oeste com Pilõezinhos e Cuitegi. A sede do município fica a 97 metros de altitude e sua posição geográfica é determinada pelas coordenadas 06° 51’18" de latitude sul e 35° 29’24" de longitude oeste.
O ponto mais alto do município é a Serra da Jurema, localiza-se ao Norte do município, na divisa com o município de Pirpirituba, com 300 metros de altitude. Nela, localiza-se o Memorial Frei Damião, principal ponto turístico-religioso do município. O relevo não é plano, pois é circuncidado de montes, formando uma espécie de cordilheira, na região de transição entre a planície litorânea e as elevações do Planalto da Borborema, sendo que o centro urbano situa-se  em um vale que caracteriza uma depressão.
O território de Guarabira é cortado por pequenos rios, como o Guarabira, o Araçagi e o Mamanguape. O Rio Guarabira tem origem na localidade João da Silva, no município de Pilõezinhos. Em Guarabira, o rio tem uma extensão de 18 quilômetros, desaguando no rio Mamanguape, junto ao povoado do Maciel. O rio Mamanguape nasce em Três Lagoas, na cidade de Pocinhos.
A cidade é circundada por montanhas, o que dificulta a passagem dos ventos durante os dias secos, fazendo a sensação térmica aumentar nos períodos quentes. O clima de Guarabira é quente e seco no verão e úmido no inverno.
| Dados climatológicos para Guarabira   | Dados climatológicos para Guarabira | Dados climatológicos para Guarabira | Dados climatológicos para Guarabira | Dados climatológicos para Guarabira | Dados climatológicos para Guarabira | Dados climatológicos para Guarabira | Dados climatológicos para Guarabira | Dados climatológicos para Guarabira | Dados climatológicos para Guarabira | Dados climatológicos para Guarabira | Dados climatológicos para Guarabira | Dados climatológicos para Guarabira | Dados climatológicos para Guarabira |
| Mês                                   | Jan                                 | Fev                                 | Mar                                 | Abr                                 | Mai                                 | Jun                                 | Jul                                 | Ago                                 | Set                                 | Out                                 | Nov                                 | Dez                                 | Ano                                 |
| ------------------------------------- | ----------------------------------- | ----------------------------------- | ----------------------------------- | ----------------------------------- | ----------------------------------- | ----------------------------------- | ----------------------------------- | ----------------------------------- | ----------------------------------- | ----------------------------------- | ----------------------------------- | ----------------------------------- | ----------------------------------- |
| Precipitação (mm)                     | 73,7                                | 84,6                                | 136,3                               | 152,4                               | 149,3                               | 179,9                               | 147,3                               | 78,8                                | 43,2                                | 14,7                                | 16,4                                | 37,9                                | 1 114,6                             |
| Fonte: Atlas Pluviométrico da Paraíba |                                     |                                     |                                     |                                     |                                     |                                     |                                     |                                     |                                     |                                     |                                     |                                     |                                     |

## Economia
O município de Guarabira tem um comércio muito dinâmico. Geograficamente, o município está localizado em uma região em que polariza mais de 30 cidades, todas tendo um forte vínculo com o município, que conta com grandes redes de lojas vindas da capital estadual, bem como de outros grandes centros do País. Visando a este fortalecimento do comércio, em 2011 uma grande exposição começou a fazer parte do calendário de negócios da região: a ExpoBrejo, que traz todas as tendências de negócios e a capacidade do comércio de Guarabira e região. Outro fator importante em Guarabira é o setor de prestação de serviços, o que facilita a vida da população do brejo paraibano, conforme expresso no sloganː "em Guarabira, tudo se encontra".
Segundo o escritor Ednaldo Alves (2007), a vocação de Guarabira para o comércio remonta desde o início do século XX, quando a proximidade da linha férrea disponibilizava o tráfego de pessoas, transporte de mercadorias e o escoamento da safra algodoeira. Relatos nos mostram que, até a década de 1930, depois da capital, era a cidade mais forte do estado, superando Campina Grande, que, somente duas décadas depois, ganharia pujança e liderança, alcançando um progresso assombroso.
Além da economia baseada no comércio, o setor industrial tem apresentado grande desenvolvimento nos últimos anos. Com um Distrito Industrial (administrado pela CINEP-Companhia de Desenvolvimento da Paraíba) em fase de expansão, e com espaço e isenção fiscal para instalações de novas empresas. Podemos destacar as indústrias de: móveis de madeira (há um grande número de micromarcenarias em regime informal) e tubulares; indústria de aguardente das marcas Maribondo, Pinga do Norte e Jureminha; A Ráfia, indústria de sacos de nylon; fábrica de chuteiras e calçados de couro Rogério; quatro cerâmicas instaladas no Distrito de Cachoeira e no Conjunto Alda Pimentel, com a produção de filtros, telhas e tijolos; indústrias de pré-moldados; setor têxtil (as empresas âncoras são a Ricol, Vince e a Rotas, fabricantes de fardamentos militares); Aquavita, fundada em 2008 pelo Grupo Guaraves, figurando entre as mais conceituadas produtoras de ração animal do Brasil e sendo a 3ª maior do país, atendendo à região Nordeste; abatedouro industrial, com abate de 80 000 aves por dia; fábricas de massas Frei Damião e Pão de Mel; além das distribuidoras das principais bebidas do Brasil.
Outro setor em franco desenvolvimento é o da construção civil, que vem apresentando grande expansão, sendo considerado o quarto maior da Paraíba, principalmente com a construção de prédios, sobretudo os de 3 a 9 andares. A agricultura ainda é predominantemente de subsistência. A pecuária supre o consumo local.
A Região do Brejo de Guarabira supriu a demanda do Brasil por urucum (açafrão com finalidade realçadora da tonalidade em alimentos e cosméticos) até a década de 1990. Houve safras em que foram produzidas até 1 200 toneladas da semente. Em 2010, produzia 100 toneladas por safra. As secas que assolaram a região dizimaram grande parte dos urucueiros. A Empresa Brasileira de Pesquisa Agropecuária desenvolveu novas espécies de sementes com alto teor de bixina e foram plantadas em outros estados com terras mais férteis e com clima chuvoso regular.
A avicultura se destaca como a atividade econômica que mais cresceu nos últimos anos. A empresa Guaraves, com sede em Guarabira, é a maior do Nordeste, exportando seus produtos inclusive para a Ásia, África e Oriente Médio.

## Turismo
A Festa da Luz, que ocorre todo mês de janeiro, traz milhares de pessoas de outras cidades estados, com atrações de renome nacional, com artistas da terra e espaços temáticos, como o Pilõezinhos e o Cuitegi, onde os participantes ficam da tarde até a noite se divertindo e comendo pratos típicos da região.
O turismo guarabirense se baseia, principalmente, no turismo religioso. O Santuário Memorial Frei Damião representa o ponto alto, propiciando, à cidade, um alto número de fiéis visitantes em todas as épocas, porém principalmente nas romarias: do último domingo de maio; no terceiro domingo de outubro a Romaria de Nossa Senhora Aparecida que foi instituída pelo então Reitor o Padre José Renato Ferreira de Oliveira; e a Romaria do terceiro domingo de Dezembro que celebra o aniversário da inauguração do Memorial que se deu a 19 de Dezembro de 2004. O memorial conta com um museu sobre o frade. No seu caminho, os visitantes ainda passam pela via-sacra e pelo Cruzeiro.
Destaque também para a imponente e secular Catedral de Nossa Senhora da Luz. Do alto de suas escadarias, mostra-se de uma beleza ímpar, sendo considerada o marco zero da cidade de Guarabira.
Há, na cidade, também, o Centro de Documentação e um Museu no centro da cidade, ambos estabelecidos em prédios históricos.
Também há, na Praça do Novo Milênio, o Monumento do Novo Milênio, que leva vários turistas a apreciar as suas formas modernas.
Inspirado nos caminhos de Santiago de Compostela, os Caminhos de Padre Ibiapina tentam resgatar os lugares em que o padre mestre passou durante suas peregrinações no Nordeste entre 1856 e 1863. Todas as rotas partem do memorial Frei Damião até o Santuário de Padre Ibiapina em Solânea, local onde o padre se encontra sepultado.
Além disso, a prefeitura municipal realiza um Festival Internacional de Arte Naïf, o FIAN, com a exposição de obras no segmento de arte naïf de artistas regionais, nacionais e internacionais.

## Infraestrutura
O município possui sistema de abastecimento de água. A procedência da água do sistema é a barragem do Tauá, com tratamento convencional. O sistema de abastecimento de água atende com rede de distribuição a 99,60% (11 131 domicílios) dos 11 176 domicílios do município de Guarabira, e possui cobertura com ligação domiciliar de 95,64% da população. A Companhia de Água e Esgotos da Paraíba (Cagepa) é o órgão responsável pelo sistema de abastecimento de água do município de Guarabira. A mesma companhia de água é o órgão responsável pelo sistema de esgotamento sanitário.
O município conta com a cobertura na área urbana e rural feita pelo Grupo Energisa, contando com disponibilidade de energia para atender a uma demanda superior até 30% em relação ao total de ligações, por possuir uma grande subestação de energia elétrica da Companhia Hidrelétrica do São Francisco.

### Comunicação

#### Canais de TV abertos em operação e em implantação
| Canal nº | Canal Virtual | Nome           | Sistema | Tipo de Vídeo  | Tipo de Áudio  | Afiliada     |
| -------- | ------------- | -------------- | ------- | -------------- | -------------- | ------------ |
| 07       | Analógico     | TV Tambaú      | VHF     | SD             | Mono           | SBT          |
| 09       | Analógico     | TV Correio     | VHF     | SD             | Mono           | RecordTV     |
| 10       | Analógico     | TV Cabo Branco | VHF     | SD             | Mono           | Rede Globo   |
| 13       | Analógico     | Rede Gênesis   | VHF     | SD             | Mono           | Rede Gênesis |
| 15       | Analógico     | Rede 21        | UHF     | Em implantação | Em implantação | Rede 21      |
| 20       | 10.1          | TV Cabo Branco | UHF     | HD             | Estéreo        | Rede Globo   |
| 22       | Analógico     | TV Borborema   | UHF     | Em implantação | Em implantação | SBT          |
| 23       | 23.1          | TV Arapuan     | UHF     | HD             | Estéreo        | Band         |
| 24       | Analógico     | TV Baiana      | UHF     | Em implantação | Em implantação | TV Cultura   |
| 26       | Analógico     | TV Século 21   | UHF     | Em implantação | Em implantação | TV Século 21 |
| 28       | Analógico     | Rede Vida      | UHF     | SD             | Mono           | Rede Vida    |
| 30       | Analógico     | Rede Gênesis   | UHF     | Em implantação | Em implantação | Rede Gênesis |
| 32       | Analógico     | NGT            | UHF     | Em implantação | Em implantação | NGT          |
| 34       | 13.1          | Rede Gênesis   | UHF     | Em implantação | Em implantação | Rede Gênesis |
| 36       | Analógico     | TV Aparecida   | UHF     | SD             | Mono           | TV Aparecida |
| 39       | Analógico     | NGT            | UHF     | Em implantação | Em implantação | NGT          |
| 40       | Analógico     | RedeTV!        | UHF     | Em implantação | Em implantação | RedeTV!      |
| 47       | 28.1          | Rede Vida      | UHF     | HD             | Estéreo        | Rede Vida    |
| 49       | Analógico     | TV Verdade     | UHF     | SD             | Mono           | Rede Minas   |
| 51       | 51.1          | TV Miramar     | UHF     | Em implantação | Em implantação | TV Cultura   |

- Fonte: http://sistemas.anatel.gov.br/siscom/consplanobasico/default.asp

#### Rádios
| Canal/Frequência | Serviço | Nome                       | Prefixo |
| ---------------- | ------- | -------------------------- | ------- |
| 90,7 MHz         | FM      | Guarabira FM (Correio Sat) | ZYT 716 |

### Transportes
Rodovias
Guarabira está situada em um entroncamento de 5 rodovias estaduais paraibanas, encontrando-se em uma localização estratégica, situada a 98 quilômetros da capital João Pessoa, 100 quilômetros de Campina Grande, 199 quilômetros do Recife, 145 quilômetros de Natal e 224 quilômetros de Caruaru. Não possui rodovias federais.
Empresas de Transporte
O município é servido também pelas empresas: Jonas Turismo/Transnorte , Viação Nordeste, Viação Rio Tinto, São José, entre outras de pequeno porte.
Terminais Rodoviários
A cidade conta com 2 modernos terminais rodoviários: o Terminal Rodoviário Estadual Antônio Gentil de Amorim e o Terminal Rodoviário Intermunicipal, nos quais desembarcam e embarcam diariamente um grande número de passageiros que se deslocam entre as cidades brejeiras, bem como para outros centros do Estado e do País. As conexões e linhas de ônibus são operadas pelas empresas Jonas turismo/Transnorte, Expresso Guarabirense, entre outras. Possui, também, linhas regulares de ônibus coletivo para os conjuntos mais distantes da região central (linhas urbanas), para a zona rural (linhas distritais) e cidades que se localizam em torno do município (linhas para cidades-satélite). A cidade também é servida por uma frota de táxi distribuída em oito praças e pelos mototáxis, que fazem o transporte de passageiros dentro da cidade e também na zona rural. Ainda conta com o transporte alternativo com uma frota de aproximadamente 180 táxis, que fazem as linhas de: Guarabira até João Pessoa via Mari, Sapé e Cruz do Espírito Santo; Campina Grande; Natal-RN e Nova Cruz-RN.
Aeroporto
A cidade possui também um aeródromo com pista asfaltada, sinalizada, hangar, com capacidade para aviões de pequeno e médio porte, localizado na rodovia PB-057, que dá acesso ao litoral norte. Além de estar a 85 quilômetros do Aeroporto Internacional Castro Pinto, na Região Metropolitana de João Pessoa.
Estação Ferroviária
A estação de Guarabira foi inaugurada em 5 de julho de 1884 pela Estrada de Ferro Conde D'Eu: foi ponta da linha que vinha desde o Recife de 1884 a 1904, quando se completou a ligação com a estação de Nova Cruz, já no Rio Grande do Norte, unindo, a partir de então, Recife e Natal por ferrovia. A estação, junto com a Ponte Metálica sobre o Rio Guarabira, foram tombados em 2002 pelo Instituto do Patrimônio Histórico e Artístico do Estado da Paraíba. Em 2024, foi revitalizada e inaugurado o Parque da Estação, que conta com uma praça, a revitalização da quadra esportiva e abriga a Secretaria de Cultura e Turismo do município. A antiga estação ferroviária não recebe mais trens, possuindo apenas um vagão disponível para visitação. 

### Educação
Guarabira é polo de educação na região do Brejo, atendendo alunos do ensino fundamental até a pós-graduação em ensino superior, situação que atrai estudantes de todo o Estado da Paraíba, bem como de outros estados da federação. A cidade possui várias faculdades particulares e conta com um campus da Universidade Estadual da Paraíba localizado no bairro de Areia Branca e um campus do Instituto Federal da Paraíba.

## Esportes

### Futebol
- Associação Desportiva Guarabira: com cores branco e azul, é conhecido como o "Espantalho do brejo".

### Estádios
- Estádio Sílvio Porto - estádio oficial da Desportiva Guarabira, localizado no bairro Assis Chateubriand.
- Estádio Leonildo Tomaz, conhecido popularmente como "Cordeirão", localizado no bairro do Cordeiro.

## Saúde
O município apresenta-se como polo de saúde na Região do Brejo, com um diversificado setor de especialidades médicas. Conta com várias clínicas, laboratórios, postos de saúde e grandes hospitais.

## Religião

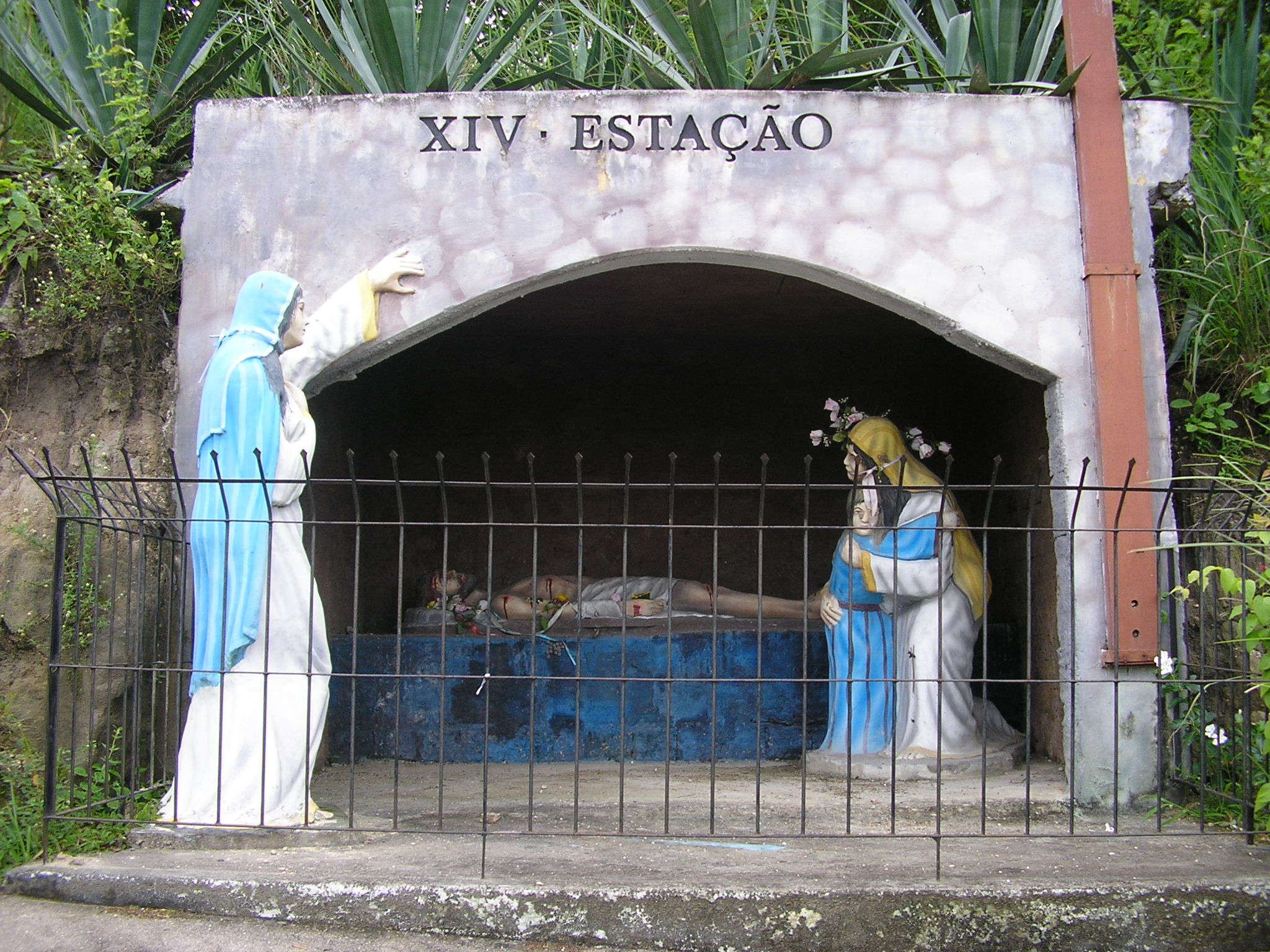
XIV Estação da Via Sacra

Possui uma estátua do Frei Damião no alto da Serra da Jurema (pico mais alto da cidade). O Memorial Frei Damião é um monumento arquitetônico idealizado em 2000 pela prefeitura local e pela Diocese de Guarabira. Recebe romeiros de vários lugares do Nordeste que acreditam no poder e na santidade do frei capuchinho.
Na cidade, predominam os católicos. Há minorias protestantes, mórmons, cristãs ortodoxas, adventistas, testemunhas de Jeová, espíritas e candomblecistas.

## Feriados municipais
- 2 de fevereiro - dia de Nossa Senhora da Luz, padroeira municipal[15]
- 24 de junho - Dia de São João
- Corpus Christi - Data móvel
- Sexta-feira Santa - Data móvel
- 26 de novembro - dia da emancipação política da município